# Wedrare-Nunatak
Der Wedrare-Nunatak (bulgarisch нунатак Ведраре nunatak Wedrare) ist ein 800 m hoher und felsiger Nunatak im östlichen Teil des Desudawa-Gletschers an der Nordenskjöld-Küste des Grahamlands auf der Antarktischen Halbinsel. Er ragt 3,67 km südöstlich des Ivats Peak, 2,35 km südwestlich des Mount Elliott und 1,5 km nordnordöstlich des Sgorigrad-Nunataks auf.
Britische Wissenschaftler kartierten ihn 1978. Die bulgarische Kommission für Antarktische Geographische Namen benannte ihn 2012 nach der Ortschaft Wedrare im Süden Bulgariens.